# Rafael Lucas Cardoso dos Santos
Rafael Lucas Cardoso dos Santos, mais conhecido como Rafael Santos (Londrina, 5 de fevereiro de 1998), é um futebolista brasileiro que atua como lateral-esquerdo. Atualmente joga pelo Colorado Rapids.

## Carreira

### Antecedentes
Nascido em Londrina, Paraná, Rafael começou sua carreira no sub-15 do Figueirense e sub-17 da Inter de Limeira, antes de chegar ao Mirassol. Após disputar a Copa São Paulo de Futebol Júnior de 2017, foi promovido à equipe profissional, mas passou por um período de avaliação de dois meses no Atlético de Madrid, mas acabou não sendo contratado pelos espanhóis e acabou retornando à equipe paulista.

### Mirassol
Após retornar ao Mirassol, fez sua estreia pela equipe do interior paulista em 2 de julho de 2017, entrando como titular em uma derrota por 2 a 1 em casa para a Ferroviária, pela Copa Paulista de 2017. Seu primeiro gol profissional aconteceu em 27 de agosto, em uma vitória por 4 a 2 sobre a Penapolense.
Pelo Mirassol, participou de 13 partidas e marcou apenas um gol.

### Cruzeiro
Em 24 de janeiro de 2018, Rafael Santos foi anunciado como o novo reforço do Cruzeiro, assinando por empréstimo de um ano ao custo de R$ 50 mil e tendo parte dos direitos fixados para compra em R$ 300 mil. Titular absoluto nos juniores, fez sua estreia no profissional em 14 de outubro, em uma derrota fora de casa por 2 a 0 para o Vasco da Gama, pela Série A de 2018.
Em 28 de dezembro de 2018, o Cruzeiro acertou sua permanência no clube e em 4 de janeiro de 2019, Rafael Santos foi promovido em definitivo ao time profissional para a disputa das competições na temporada. Integrado ao elenco para disputar a posição com o titular na época Egídio e com Dodô, após a saída por empréstimo de Patrick Brey para o Coritiba. Acabou recebendo mais oportunidades com o técnico Rogério Ceni, devido à sua qualidade na bola parada.
Na sua primeira passagem pelo Cruzeiro, atuou em apenas 7 partidas e marcou nenhum gol.

### Chapecoense
Em 22 de junho de 2020, sem receber oportunidades no Cruzeiro, foi emprestado à Chapecoense até o final da temporada. Sua estreia aconteceu em 9 de agosto, entrando como substituto em um empate fora de casa com o Oeste por 0 a 0, pela Série B de 2020.
Em 4 de janeiro de 2021, o jogador causou uma polêmica após participar de uma festa com Paulinho Moccelin sem usar máscara, o vídeo circulou nas redes sociais desde então. Mesmo de folga, a recomendação do clube era para os jogadores seguirem o protocolo de uso de máscara e álcool gel, além de evitar a exposição por conta da COVID-19. Fato esse que custou o seu afastamento temporário das atividades da Chapecoense, sendo que após testar negativo para a doença foi reintegrado dias depois.
Pela Chapecoense, fez 5 partidas e marcou nenhum gol.

### Inter de Limeira
Em 22 de fevereiro de 2021, após sua passagem de empréstimo na Chapecoense e com a falta de espaço no Cruzeiro, foi emprestado à Inter de Limeira por um contrato até o fim do Campeonato Paulista de 2021. Sua estreia aconteceu em 28 de fevereiro, entrando como substituto em uma derrota fora de casa para a Ferroviária por 1 a 0. Seu primeiro gol pela equipe aconteceu em 3 de maio, marcando o único gol em uma vitória por 1 a 0 sobre o São Caetano.
Pela Inter de Limeira, fez 10 partidas e marcou 1 gol.

### Ponte Preta
Após ter destaque pela Inter de Limeira no Campeonato Paulista de 2021, em 22 de maio de 2021, foi anunciado o empréstimo de Rafael Santos à Ponte Preta até o final da temporada. Fez sua primeira partida pelo clube em 6 de junho, entrando como titular em um empate em casa por 1 a 1 com o Vasco da Gama, pela Série B de 2021. Seu primeiro gol aconteceu no dia 3 de setembro, em uma vitória em casa por 3 a 2 sobre o Sampaio Corrêa.
Após a permanência da Ponte Preta na Série B de 2021, no dia 30 de novembro de 2021, foi anunciado o fim do seu contrato de empréstimo com o clube. No total, fez 26 jogos e marcou 3 gols.

## Estatísticas
Atualizado até 16 de agosto de 2022.

### Clubes
| Equipe            | Temporada         | Campeonato nacional | Campeonato nacional | Campeonato nacional | Copa nacional[a] | Copa nacional[a] | Copa nacional[a] | Competições continentais[b] | Competições continentais[b] | Competições continentais[b] | Outros torneios[c] | Outros torneios[c] | Outros torneios[c] | Total | Total | Total   |
| Equipe            | Temporada         | Jogos               | Gols                | Assist.             | Jogos            | Gols             | Assist.          | Jogos                       | Gols                        | Assist.                     | Jogos              | Gols               | Assist.            | Jogos | Gols  | Assist. |
| ----------------- | ----------------- | ------------------- | ------------------- | ------------------- | ---------------- | ---------------- | ---------------- | --------------------------- | --------------------------- | --------------------------- | ------------------ | ------------------ | ------------------ | ----- | ----- | ------- |
| Mirassol          | 2017              | —                   | —                   | —                   | —                | —                | —                | —                           | —                           | —                           | 13                 | 1                  | 0                  | 13    | 1     | 0       |
| Mirassol          | Total             | 0                   | 0                   | 0                   | 0                | 0                | 0                | 0                           | 0                           | 0                           | 13                 | 1                  | 0                  | 13    | 1     | 0       |
| Cruzeiro          | 2018              | 1                   | 0                   | 0                   | 0                | 0                | 0                | 0                           | 0                           | 0                           | 0                  | 0                  | 0                  | 1     | 0     | 0       |
| Cruzeiro          | 2019              | 2                   | 0                   | 0                   | 0                | 0                | 0                | 0                           | 0                           | 0                           | 0                  | 0                  | 0                  | 2     | 0     | 0       |
| Cruzeiro          | 2020              | —                   | —                   | —                   | 1                | 0                | 0                | —                           | —                           | —                           | 3                  | 0                  | 0                  | 4     | 0     | 0       |
| Cruzeiro          | 2022              | 13                  | 0                   | 0                   | 5                | 0                | 2                | —                           | —                           | —                           | 12                 | 1                  | 2                  | 30    | 1     | 4       |
| Cruzeiro          | Total             | 16                  | 0                   | 0                   | 6                | 0                | 2                | 0                           | 0                           | 0                           | 15                 | 1                  | 2                  | 37    | 1     | 4       |
| Chapecoense       | 2020              | 5                   | 0                   | 0                   | —                | —                | —                | —                           | —                           | —                           | —                  | —                  | —                  | 5     | 0     | 0       |
| Chapecoense       | Total             | 5                   | 0                   | 0                   | 0                | 0                | 0                | 0                           | 0                           | 0                           | 0                  | 0                  | 0                  | 5     | 0     | 0       |
| Inter de Limeira  | 2021              | —                   | —                   | —                   | —                | —                | —                | —                           | —                           | —                           | 10                 | 1                  | 0                  | 10    | 1     | 0       |
| Inter de Limeira  | Total             | 0                   | 0                   | 0                   | 0                | 0                | 0                | 0                           | 0                           | 0                           | 10                 | 1                  | 0                  | 10    | 1     | 0       |
| Ponte Preta       | 2021              | 26                  | 3                   | 4                   | —                | —                | —                | —                           | —                           | —                           | —                  | —                  | —                  | 26    | 3     | 4       |
| Ponte Preta       | Total             | 26                  | 3                   | 4                   | 0                | 0                | 0                | 0                           | 0                           | 0                           | 0                  | 0                  | 0                  | 26    | 3     | 4       |
| Coritiba          | 2022              | 0                   | 0                   | 0                   | —                | —                | —                | —                           | —                           | —                           | —                  | —                  | —                  | 0     | 0     | 0       |
| Coritiba          | Total             | 0                   | 0                   | 0                   | 0                | 0                | 0                | 0                           | 0                           | 0                           | 0                  | 0                  | 0                  | 0     | 0     | 0       |
| Total na carreira | Total na carreira | 50                  | 3                   | 4                   | 6                | 0                | 2                | 0                           | 0                           | 0                           | 38                 | 3                  | 2                  | 91    | 6     | 8       |

- a. ^ Jogos da Copa do Brasil
- b. ^ Jogos da Copa Libertadores da América
- c. ^ Jogos do Copa Paulista, Campeonato Mineiro e Campeonato Paulista

## Títulos
Cruzeiro
- Copa do Brasil: 2018
- Campeonato Mineiro: 2019

Chapecoense
- Campeonato Catarinense: 2020
- Campeonato Brasileiro - Série B: 2020